# Petra Schelm

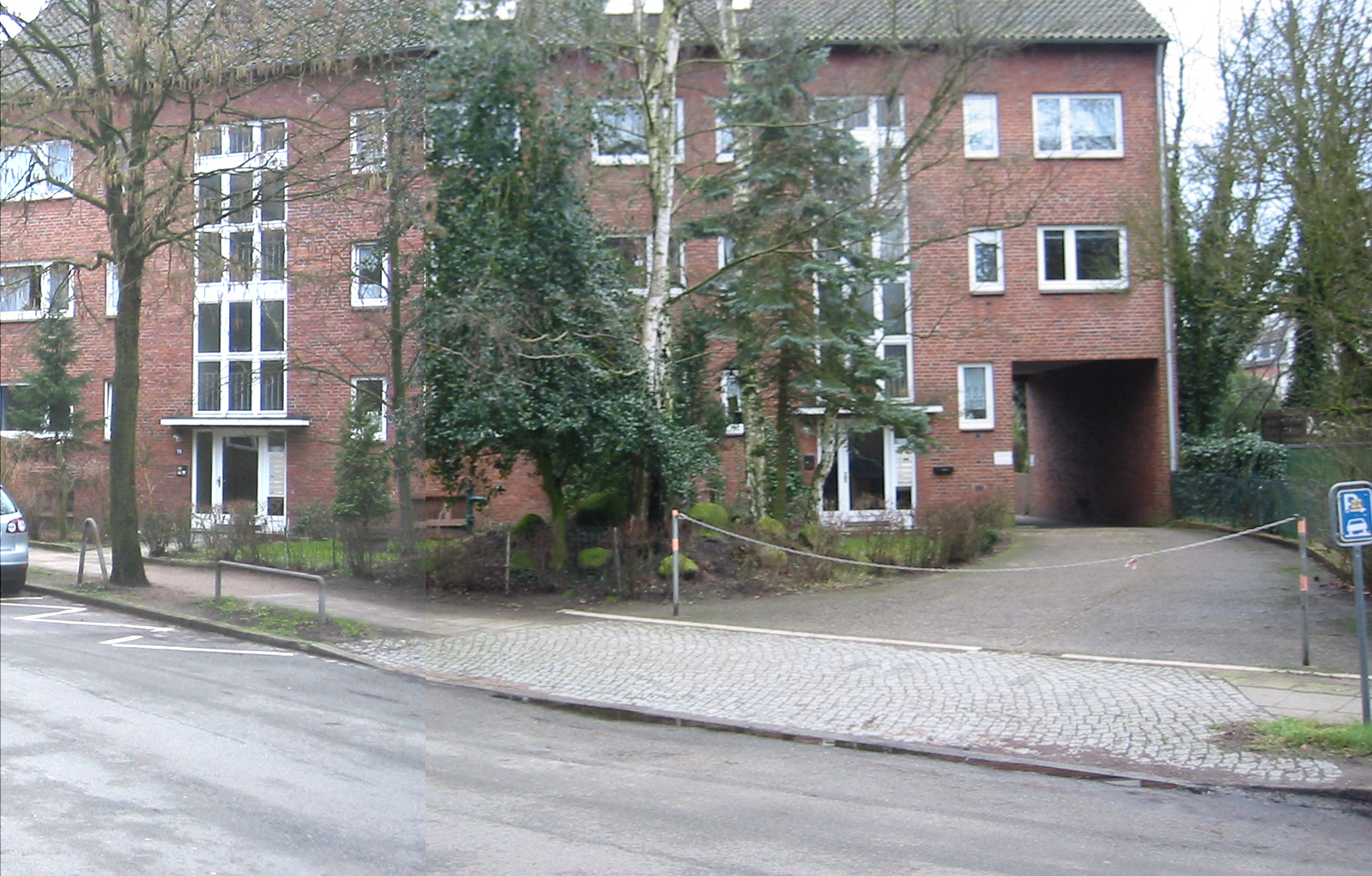
Casa en Hamburgo, donde Petra Schelm fue asesinada por la policía en julio de 1971

Petra Schelm (16 de agosto de 1950, en Hamburgo - † el 15 de julio de 1971, en Hamburgo, Alemania) fue una miembro de la primera generación de la Fracción del Ejército Rojo, y la primera fallecida por disparos de la policía alemana. Por ello y según el discurso interno de la banda, fue considerada la primera "mártir" del movimiento al caer en combate contra la policía alemana durante una redada callejera.

## Inicios en la lucha armada
Schelm se unió a la banda Baader-Meinhof junto a su novio Manfred Grashof. Después de la liberación de Andreas Baader en la cual no participó, viajó en el primer grupo de Horst Mahler, rumbo a Jordania en mayo de 1970, con el resto de la banda para recibir entrenamiento en tácticas de Guerrilla Urbana, manejo de armas automáticas y clandestinaje en un campo de adiestramiento guerrillero de la Organización para la Liberación de Palestina (OLP).
Schelm participó en varios asaltos a Bancos en Alemania y en la construcción de la estructura clandestina de Baader Meinhof. El 15 de julio de 1971, Schelm estaba manejando por Hamburg con el terrorista Werner Hoppe en un BMW robado, cuando fueron interceptados por una alcabala policial en plena calle. La policía los detuvo y obligó a estacionarse a un lado. Schelm y Hoppe corrieron en diferentes direcciones. Hoppe fue seguido por un helicóptero de la policía, capturado y detenido. Pero Schelm decidió no rendirse, ella desenfundó una pistola debajo de la chaqueta y disparó a la policía quienes le respondieron el fuego. La autora Jillian Becker establece que Schelm resultó muerta por una ráfaga de ametralladora pero el autor Stefan Aust alega que la guerrillera recibió un balazo debajo del ojo izquierdo que se incrustó en el cerebro y la mató. Adicionalmente, los medios de comunicación tomaron un acercamiento de la cara de Schelm y mostraron al público la escena donde se apreciaba claramente la herida a través del ojo. Para ese momento, Schelm moría a los 20 años de edad.
Algunos miembros de la RAF llamaron a vengar la muerte de Schelm. Ella fue enterrada en el Cementerio de Spandau. En el funeral, cincuenta jóvenes colocaron una bandera roja en la tumba, que posteriormente fue retirada por la policía.

## Posterior
Irmgard Moeller colocó una bomba en las barracas Campbell Barracks en Heidelberg el 24 de mayo de 1972. Ella clamó la responsabilidad en nombre del Comando "15 de julio" (la fecha de muerte de Petra Schelm) en honor a Schelm.
Su nombre fue reivindicado por la Fracción del Ejército Rojo, en el testamento final de disolución del 20 de abril de 1998, al momento de la disolución oficial de ese grupo.